# 马德里德霍斯
马德里德霍斯，是西班牙卡斯蒂利亚-拉曼恰托莱多省的一个市镇。总面积262平方公里，总人口10699人（2001年），人口密度41人/平方公里。